# Virus (álbum de Heavenly)
Virus es el cuarto álbum de la banda francesa de power metal Heavenly. Fue lanzado a la venta en Japón el 21 de septiembre por Avalon.

## Músicos
- Benjamin Sotto - Vocalista
- Thomas Das Neves - Baterista
- Charley Corbiaux - Guitarrista
- Matthieu Plana - Bajista
- Charley Corbiaux - Guitarrista

## Músicos invitados
- Tanja Lainio (Lullacry)
- Kevin Codfert (Adagio)
- Tony Kakko (Sonata Arctica)

## Lista de canciones
1. "The Dark Memories" - 6:07
2. "Spill Blood on Fire" - 5:17
3. "Virus" - 6:16
4. "The Power & Fury" - 6:03
5. "Wasted Time" - 5:56
6. "Bravery in the Field" - 5:52
7. "Liberty" - 5:30
8. "When the Rain Begins To Fall" - 4:17
9. "The Prince of the World" - 5:17
10. "The Joker" (bonus japonés) - 3:54
11. "Spill Blood on Fire - versión en japonés" (bonus japonés) - 5:17

- Datos: Q1747610